# Кронборг
Кронборг (на датски: Kronborg) е замък в град Хелсингьор, Дания. Увековечен като Елсинор в постановката на Уилям Шекспир Хамлет, Кронборг е един най-значимите ренесансови замъци в Северна Европа. Включен е в списъка на световното културно и природно наследство на ЮНЕСКО през 2000 г.
Замъкът се намира в североизточния край на остров Шеланд, в най-тясното място на протока Йоресун, разделящ Дания от Швеция. Тук протокът е само 4 km широк, което прави замъкът изключително стратегическа крайбрежна фортификация, контролирайки достъпа към Балтийско море.
История на замъка датира от 1420-те години, когато е построен от Ейрик III. Заедно с град Хелсингбори на отсрещния бряг на протока, той контролира подхода към Балтийско море. В периода 1574 – 1585 г. Фредерик II преобразува средновековната крепост във величествен ренесансов замък. През 1629 г. пожар разрушава голяма част от замъка, но впоследствие Кристиан IV възстановява щетите. Зад стените на замъка е построена църква. През 1658 г. Кронборг е обсаден и превзет от шведите, които плячкосват голяма част от ценните произведения на изкуството в него.
През 1785 г. замъкът губи функцията си на кралска резиденция и е превърнат в казарма на датската армия. Армията напуска замъка през 1923 г. и след обширна реставрация той е отворен за обществеността.

## История
Крепостта Кроген е построена през 1420-те години от датския крал Ейрик III, който иска да таксува всички кораби, преминаващи през протока Йоресун. За да може да събира данъка ефективно, той построява крепост в най-тясната точка на протока. По това време Кралство Дания се разпростира и от двете страни на протока, като от източната страна крепостта на Хелсингбори съществува още от Средновековието. С две крепости от двете страни и отбранителни кораби става възможно да се контролира напълно навигацията през протока.
Укреплението е построено върху пясъчна ивица, врязваща се в морето от брега на Шеланд. То се състои от квадратна крепостна стена с няколко каменни постройки зад нея. В североизточния ъгъл се е намирала резиденцията на краля. Сградата в югозападния ъгъл съдържа банкетна зала. Сградата в югоизточния ъгъл вероятно е служила като параклис. Големи участъци от стените на Кроген се съдържат в днешния замък Кронборг.
В резултат от развиването на военните техники и ударната сила на артилерията, става ясно, че е нужно фортификациите на Кроген да се модернизират. След края на Северната седемгодишна война през 1570 г., Фредерик II започва да разширява укрепленията, за да се облекчи средновековната крепостна стена. Главен архитект е фламандецът Ханс Хендрик ван Паешен. Работите по укрепленията приключват през 1577 г. Скоро след това замъкът приема името Кронборг (букв. „Замък на короната“). Замъкът е обновяван до 1585 г., като сградите на Кроген са разширени до три крила. Северното крило е снабдено със зали за краля, кралицата, прислужниците и канцеларията. В южното крило се помещава модерен параклис със сводести прозорци. Фредерик е любител на театъра, поради което в замъка често се провеждат театрални представления, докато той живее там през 1579 г.
Първоначално замъкът разполага само два етажа, но през 1578 г. фламандецът Антонис ван Оберген се заема със задачата да направи замъка още по-голям и величествен. Скулптурите са дело на Герт ван Грониген. Така параклисът в южното крило получава гигантска бална зала отгоре. Скоро след това западното и северното крила получават по още един етаж. Накрая е повдигнато и източното крило, за да може кралицата удобно да преминава от покоите си в северното крило към балната зала в южното крило. Външните стени са облицовани с пясъчник от Скания, а покривът е покрит с мед.
През 1629 г. небрежието на двама работници води до избухването на пожар, който обхваща по-голямата част от замъка през нощта на 24 срещу 25 септември. Единствено параклисът оцелява, благодарение на сводовете си. Впоследствие крал Кристиан IV полага огромни усилия, за да възстанови замъка. Работата започва през 1631 г. под ръководството на архитекта Ханс ван Стенвинкел-младши. Към 1639 г. външността, реконструирана без големи проблеми, все още е величествена, но вътрешността така и не възвръща напълно предишната си слава. Някои детайли са модернизирани в стила барок.
По време на Датско-шведската война от 1658 – 1660 г. Кронборг е обсаден и покорен от шведската армия под командването на Карл Густав Врангел. По време на шведската окупация, шведската кралица Хедвига Елеонора Холщайн-Готорп и сестрата на краля живеят в Кронборг, където са посещавани от Карл X по време на кампанията.
Вследствие шведската окупация, Кронборг губи много от ценните си произведения на изкуството, включително и богато украсения фонтан в кралския двор, балдахина на Фредерик II и редица големи картини върху тавана на балната зала.
Шведското завладяване на Кронборг показва, че замъкът съвсем не е непревземаем. След това защитата му е значително подсилена. В периода 1688 – 1690 г. е добавена предна отбранителна линия. Добавени са и крепостни валове. След това Кронборг започва да се счита за една от най-здравите крепости в Европа.
От 1739 г. до началото на 20 век Кронборг се използва като затвор. Затворниците се пазят от гарнизон войници в замъка. Осъдените работят по укрепленията на замъка. В зависимост от тежестта на провинението, затворниците се разделят в две категории, като на едната е позволено да работи отвъд крепостните стени. Въпреки това, всички затворници трябва да носят вериги и да прекарват нощите си в студените и влажни тъмници. От 17 януари до 30 април 1772 г. тук е заключена Каролина Матилда Великобританска, сестра на Джордж III, след като е открита връзката ѝ с Йохан Фридрих Щрунзе.
Докато значимостта на Кронборг като кралски замък намалява, той попада в ръцете на армията. От 1785 до 1922 г. замъкът е напълно под военна администрация. През този период са извършени няколко реновации.
Капитанът на всеки кораб, преминаващ през протока, трябва да обявява стойността на товара на кораба. След това се изчислява данъка, който трябва да се заплати на краля на Дания, в зависимост от стойността на товара. Кралят има правото да купи товара на кораба за цената, която капитана обяви. Тази политика предотвратява капитаните да обявяват твърде ниски цени. Датската армия напуска замъка през 1923 г., след което той е обновен и отворен за обществеността през 1938 г.

## Галерия
- Замъкът Кронборг в книга по география от 1580-те години.
- Кралската палата.
- Балната зала.
- Параклисът.
- Бивша казарма в покрайнините на замъка.